# برنارد جوزيف ستانيسلاوس كاهيل
برنارد جوزيف ستانيسلاوس كاهيل (بالإنجليزية: Bernard Joseph Stanislaus Cahill)‏ هو مهندس معماري أمريكي، ولد في 1866، وتوفي في 1944.